# Las Pipinas
Las Pipinas är en ort i Mexiko.   Den ligger i kommunen Zihuatanejo de Azueta och delstaten Guerrero, i den södra delen av landet, 300 km sydväst om huvudstaden Mexico City. Las Pipinas ligger 65 meter över havet och antalet invånare är 136.
Terrängen runt Las Pipinas är kuperad åt nordost, men åt sydväst är den platt. Runt Las Pipinas är det ganska tätbefolkat, med 78 invånare per kvadratkilometer. Närmaste större samhälle är Zihuatanejo, 11,5 km söder om Las Pipinas. Omgivningarna runt Las Pipinas är en mosaik av jordbruksmark och naturlig växtlighet.